# 1922 (numero)
Millenovecentoventidue (1922) è il numero naturale dopo il 1921 e prima del 1923.

## Proprietà matematiche
- È un numero pari.
- È un numero composto da 6 divisori: 1, 2, 31, 62, 961, 1922. Poiché la somma dei suoi divisori (escluso il numero stesso) è 1057 < 1922, è un numero difettivo.
- È un numero palindromo e un numero ondulante nel sistema posizionale a base 13 (B4B).
- È esprimibile in un solo modo come somma di due quadrati: 1922 = 961 + 961 = 312 + 312.
- È un numero intoccabile.
- È un numero odioso.
- È parte delle terne pitagoriche (1922, 29760, 29822), (1922, 923520, 923522).

## Astronomia
- 1922 Zulu è un asteroide della fascia principale del sistema solare.

## Astronautica
- Cosmos 1922 è un satellite artificiale russo.